# NSU 5/10 HP (1906)
La primissima serie della 5/10 HP (da non confondere con la successiva serie del 1909) fu prodotta in pochissimi esemplari alla fine del 1906 e si trattò di una vettura di fascia medio-bassa costruita dalla Neckarsulmer Fahrradwerke AG, la Casa automobilistica tedesca che in seguito sarebbe divenuta nota come NSU.

## Storia e profilo
Il 1906 fu un anno particolare per l'industria automobilistica tedesca, sia per le nuove legislazioni in tema di regolamentazione fiscale delle automobili, sia per il fatto che quell'anno vide non una ma ben due edizioni del Salone di Berlino. Mentre la prima, avvenuta a febbraio, tenne a battesimo l'esordio della Neckarsulmer Fahrradwerk AG come costruttore di autovetture (che presentò i suoi primi modelli su licenza Pipe, la seconda edizione, tenutasi il 1º novembre, vide la presentazione della 5/10 HP, una vettura dal prezzo sensibilmente ridotto rispetto alle grosse ed esclusivissime vetture he avevano caratterizzato il listino NSU in quei suoi primissimi mesi da costruttore automobilistica.
Questa piccola vettura nasceva su di un telaio in acciaio a longheroni e traverse, con un passo di 2 metri esatti di lunghezza e con carreggiate di 1,15 metri di larghezza. La traversa anteriore serviva a sostenere il motore ed il cambio, mentre quella posteriore serviva come rinforzo per sostenere la zona relativa al piccolo abitacolo per due persone. Le sospensioni erano ad assale rigido su entrambi gli assi, com'era in uso in quegli anni e come sarebbe stato in uso ancora per diversi altri anni presso la stragrande maggioranza dei costruttori. L'impianto frenante era a ceppi agenti sull'albero di trasmissione con comando a pedale. Il freno a mano agiva invece sulle ruote posteriori.
Il motore della 5/10 HP del 1906 fu un'unità biblocco a 4 cilindri in linea da 1.307 cm³ di cilindrata (alesaggio e corsa pari a 68 x 90 mm). Tale motore fu realizzato prendendo come modello i motori su licenza Pipe che equipaggiavano le vetture di maggior cilindrata prodotti sempre nello stesso periodo dalla Casa di Neckarsulm. Ma a differenza di questi ultimi, si optò per uno schema di distribuzione a valvole laterali anziché a valvole in testa. La lubrificazione avveniva tramite una pompa dell'olio azionata dal motore stesso, mentre il raffreddamento era del tipo a termosifone, quindi senza pompa dell'acqua. La potenza massima erogata dal tale propulsore era di 10 CV a 1.100 giri/min, sufficienti per far raggiungere alla piccola biposto una velocità massima di 50 km/h. La coppia motrice veniva trasmesse alla ruote posteriori per mezzo di un cambio manuale a 3 marce interfacciato con il motore mediante una frizione conica con guarnizione d'attrito in cuoio. La terza marcia era in presa diretta.
Ciò che colpì il pubblico accorso ad ammirare la piccola 5/10 HP fu la particolare cura nelle finiture e nell'assemblaggio della vettura. La piccola vettura convinse pertanto gli spettatori della kermesse berlinese, ma a quanto pare non gli addetti ai lavori della Neckarsulmer Fahrradwerk: poco tempo dopo che il Salone di Berlino ebbe chiuso i battenti, la 5/10 HP fu sottoposta a consistenti migliorie e la sua denominazione fu mutata in 6/10 HP. Perciò della vettura presentata a Berlino nell'autunno del 1906 non vennero costruiti che pochissimi esemplari, facendo della 5/10 HP quasi un oggetto misterioso, tanto che oggigiorno non sono molte neppure le fonti che ne parlano.